# Jean-Daniel Lafond
Jean-Daniel Lafond, CC (* 18. srpna 1944, Montluçon, Francie) je kanadský dokumentarista francouzského původu.
V roce 1974 odešel z Francie a usadil se v Québecu. Kanadským občanem se stal v roce 1984. Chvíli působil jako profesor na University of Montreal. Z prvního manželství má dvě dcery –  Estelle a Élise a dvě vnoučata. Ze současného manželství s Michaëlle Jean má adoptovanou dceru Marie-Éden, která pochází z Haiti.